# 게자리 55 b

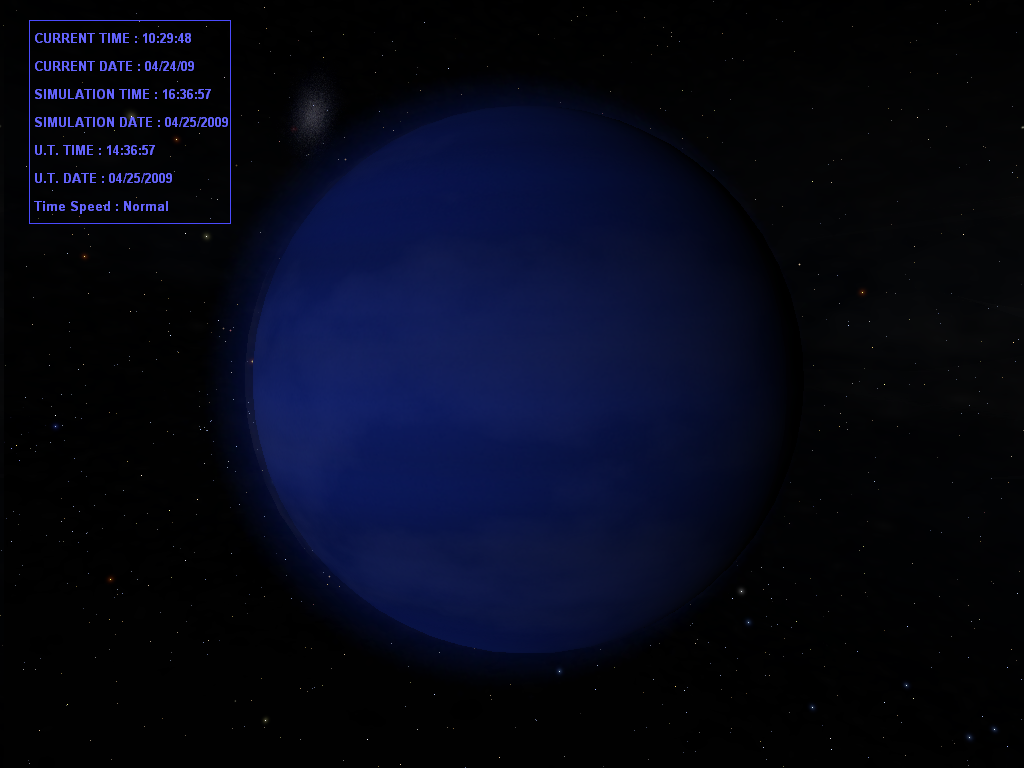

게자리 55 b는 태양과 비슷한 항성 게자리 55 A를 14.65일에 한 바퀴 도는 외계 행성이다. 가끔 이 행성을 게자리 55 Ab로 부르는 경우도 있는데, 이는 게자리 55는 두 개의 항성으로 이루어진 쌍성계이기 때문이다. 거리로 치면 항성에서 두 번째로 가깝고, 뜨거운 목성으로 볼 수 있다. 1996년 제프리 마시와 폴 버틀러가 발견했다. 게자리 55 b는 펄사 행성들을 제외하면 네 번째로 발견된 외계 행성이다.

## 발견
대다수의 다른 외계 행성들처럼 게자리 55 b 역시 행성의 중력이 항성을 앞뒤로 흔드는 시선 속도 변화 현상을 통해 발견되었다. 게자리 55 A의 도플러 효과에 나타나는 15일 주기의 진폭으로부터 이 행성의 존재가 입증되었다. 1996년 목동자리 타우의 행성, 안드로메다자리 웁실론의 최근접 행성과 함께 발견 사실이 공식적으로 발표되었다.
게자리 55 b의 질량은 목성의 78퍼센트 수준이다. b의 존재가 입증되었음에도 항성은 또 다른 시선 속도상 변화를 보여주고 있었으며, 이는 2002년 게자리 55 d의 발견으로 이어지게 되었다.

## 궤도 및 질량
게자리 55 b는 항성에 가까이 붙어 있지만, 페가수스자리 51 b처럼 극단적으로 붙어 있지는 않다. 공전 주기상 바로 바깥을 도는 게자리 55 c와 1:3의 평균운동 공명을 보이는 것으로 알려졌다. 그러나 이후 뉴턴 모의실험을 통해 행성 매개인수들을 조사한 결과, 두 행성의 공전 주기는 상기 비율과 비슷하게 맞아떨어지기는 하지만 실제로는 궤도공명 상태에 있지 않은 것으로 드러났다.
게자리 55 b를 발견할 때 사용한 시선 속도법의 단점은 오로지 해당 천체의 최소 질량만을 알 수 있다는 것이다. 허블 우주 망원경으로 측성학적 측정을 한 결과 게자리 55의 외행성은 천구면에 대해 약 53도 기울어져 있었다. 게자리 55의 행성들은 하나의 공전면 위에서 항성을 돌고 있는 것으로 보인다. 만약 이것이 사실이라면 행성의 실제 질량은 목성 질량의 약 1.03배가 된다.

## 특징
b의 질량은 크기 때문에 딱딱한 표면이 없는 가스 행성으로 보인다. 다만 b는 간접적인 방법을 통해 관측되었기 때문에 반지름, 화학적 조성물, 유효 온도 등의 자세한 사항은 알 수 없다. 만약 b의 조성 물질이 목성의 그것과 비슷하여 환경이 화학적인 평형 상태에 있다고 가정한다면, 상층부 대기는 알칼리 금속의 흡수선이 강하게 나타나는, 구름 한 점 없이 맑은 상태일 것이다.
이 행성에는 커다란 자연 위성은 없을 것이다. 왜냐하면 행성의 조석력이 자기 주위의 작은 천체가 안정적으로 자신을 돌도록 만들지 않았을 것이기 때문이다. 만약 위성이 있었다고 하더라도, 항성계의 수명에 비해 상대적으로 짧은 기간 내에 공전 궤도가 망가져 이탈하거나, 행성의 강한 조석력 때문에 산산조각 났을 것이다.

## 참고 문헌
1. 1 2 3 4 5 6  DA Fischer;  외. (2008년 3월). “Five Planets Orbiting 55 Cancri”. 《Astrophysical Journal》 (675): 790-801. doi:10.1086/525512.
2. ↑  Butler, R.;  외. (1997). “Three New 51 Pegasi-Type Planets”. 《The Astrophysical Journal》 474: L115 – L118. doi:10.1086/310444.[깨진 링크(과거 내용 찾기)]
3. ↑  McArthur;  외. (2004). “Detection of a NEPTUNE-mass planet in the ρ1 Cnc system using the Hobby-Eberly Telescope”. 《The Astrophysical Journal》 614: L81 – L84. doi:10.1086/425561.
4. ↑  Sudarsky, D.;  외. (2003). “Theoretical Spectra and Atmospheres of Extrasolar Giant Planets”. 《The Astrophysical Journal》 588 (2): 1121 – 1148. doi:10.1086/374331.
5. ↑  Barnes, J., O'Brien, D. (2002). “Stability of Satellites around Close-in Extrasolar Giant Planets”. 《The Astrophysical Journal》 575 (2): 1087 – 1093. doi:10.1086/341477.

## 같이 보기
- 외계행성의 겉모습